# جو بروکس (بازیکن فوتبال، فلوریدا ۱۹۰۲–۱۹۱۵)
جو بروکس (انگلیسی: Joe Brooks؛ زادهٔ) بازیکن فوتبال اهل بریتانیا است.
از باشگاه‌هایی که در آن بازی کرده‌است می‌توان به باشگاه فوتبال واتفورد، باشگاه فوتبال گلوسوپ نورث اند، باشگاه فوتبال استالی‌بریج سلتیک، و باشگاه فوتبال شفیلد یونایتد اشاره کرد.